# Xã Heidelberg, Quận York, Pennsylvania
Xã Heidelberg (tiếng Anh: Heidelberg Township) là một xã thuộc quận York, tiểu bang Pennsylvania, Hoa Kỳ. Năm 2010, dân số của xã này là 3.078 người.